# 江北嘴中央商务区

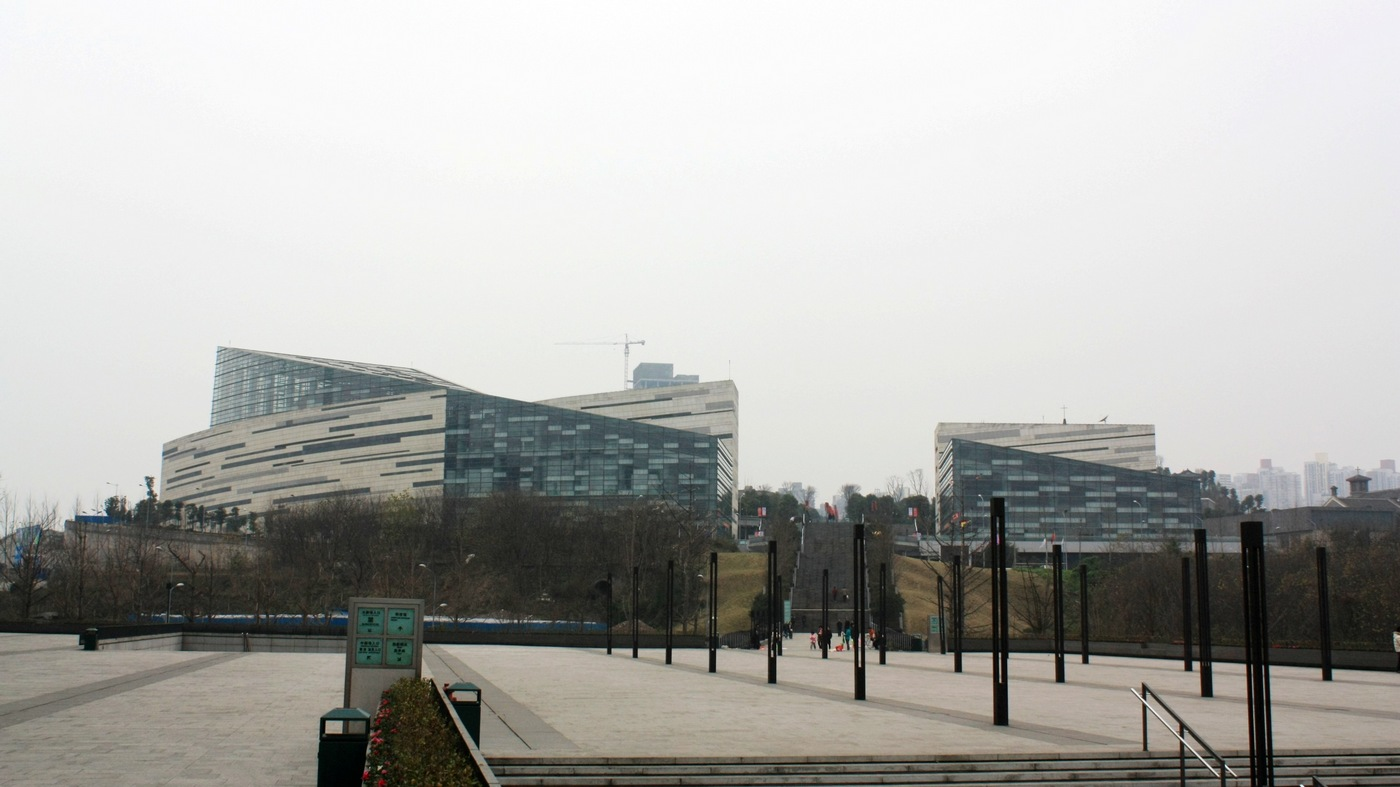
位于江北嘴中央商务区的重庆科技馆

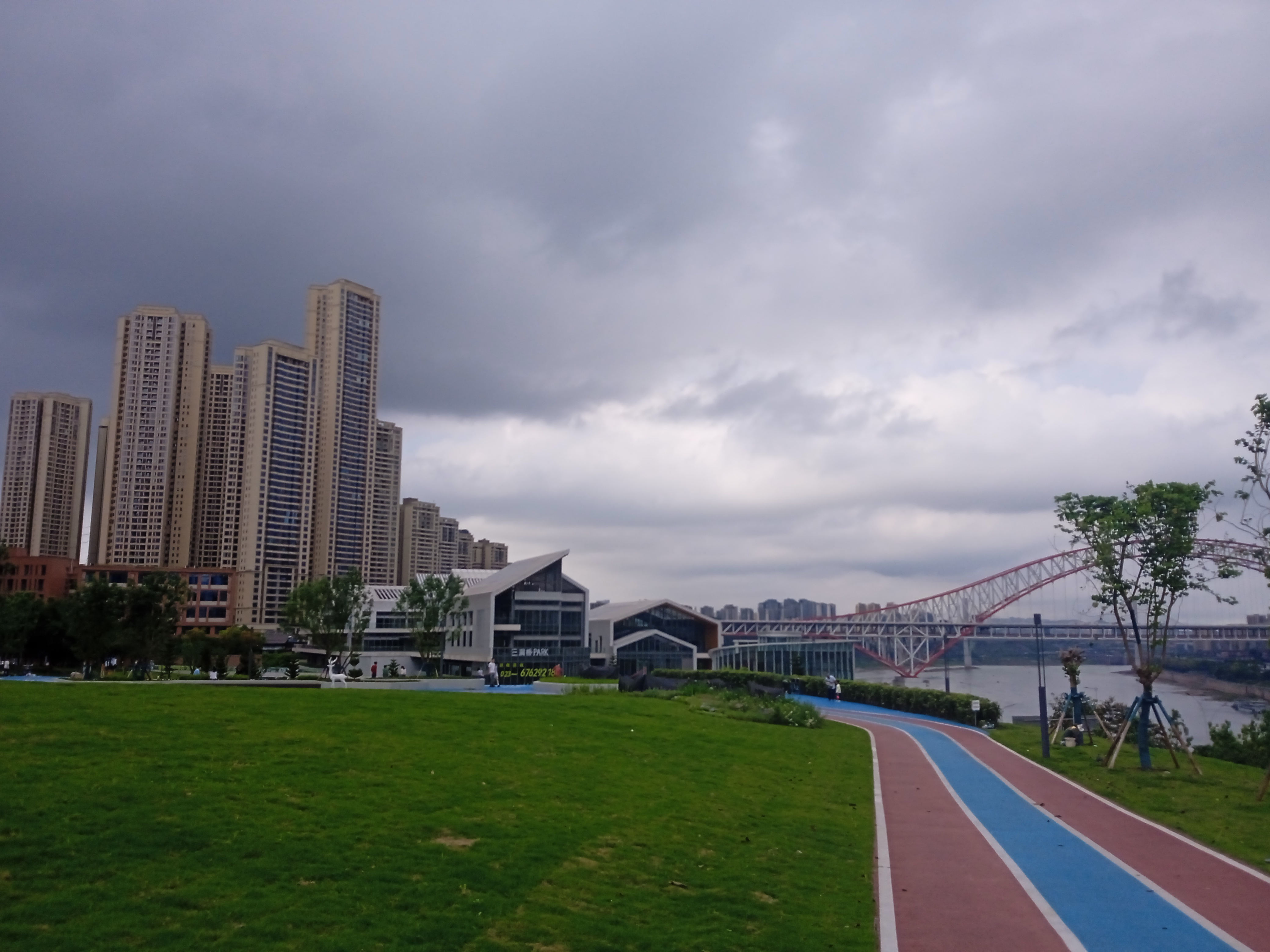
江北嘴的公园、住宅、商业街

江北嘴中央商务区 位于中国重庆市两江新区江北嘴周边，简称“江北嘴CBD”。于2018年已基本成型。

## 历史
明代時，江北嘴設有茶鹽批驗所。
江北嘴中央商务区是中国中西部地区唯一的国家级战略金融中心，得到重庆政府大力支持，吸引众多金融业企业入驻，努力将其打造成重庆未来的金融中心。
江北嘴中央商务区位于长江和嘉陵江两江交汇处，和渝中区的解放碑中央商务区隔江相望。

## 酒店
| 序号 | 集团               | 酒店         | 状态 |
| 1    | 丽晶集团           | 丽晶酒店     | 开业 |
| 2    | 九龙仓集团有限公司 | 尼依格罗酒店 | 开业 |
| 3    | 万豪酒店集团       | W酒店        | 在建 |
| 4    | 文华东方酒店集团   | 文华东方酒店 | 规划 |
| 5    | 上海璞丽酒店       | 璞丽酒店     | 规划 |
| 6    | 君华酒店集团       | 君华酒店     | 规划 |

## 景点
重庆大剧院、重庆科技馆、江北嘴中央公园、江北嘴遗址、明玉珍叡陵、江北圣德肋撒堂等。

## 交通
江北城站为重庆轨道交通6号线和重庆轨道交通9号线的一个换乘站。